# Баниг

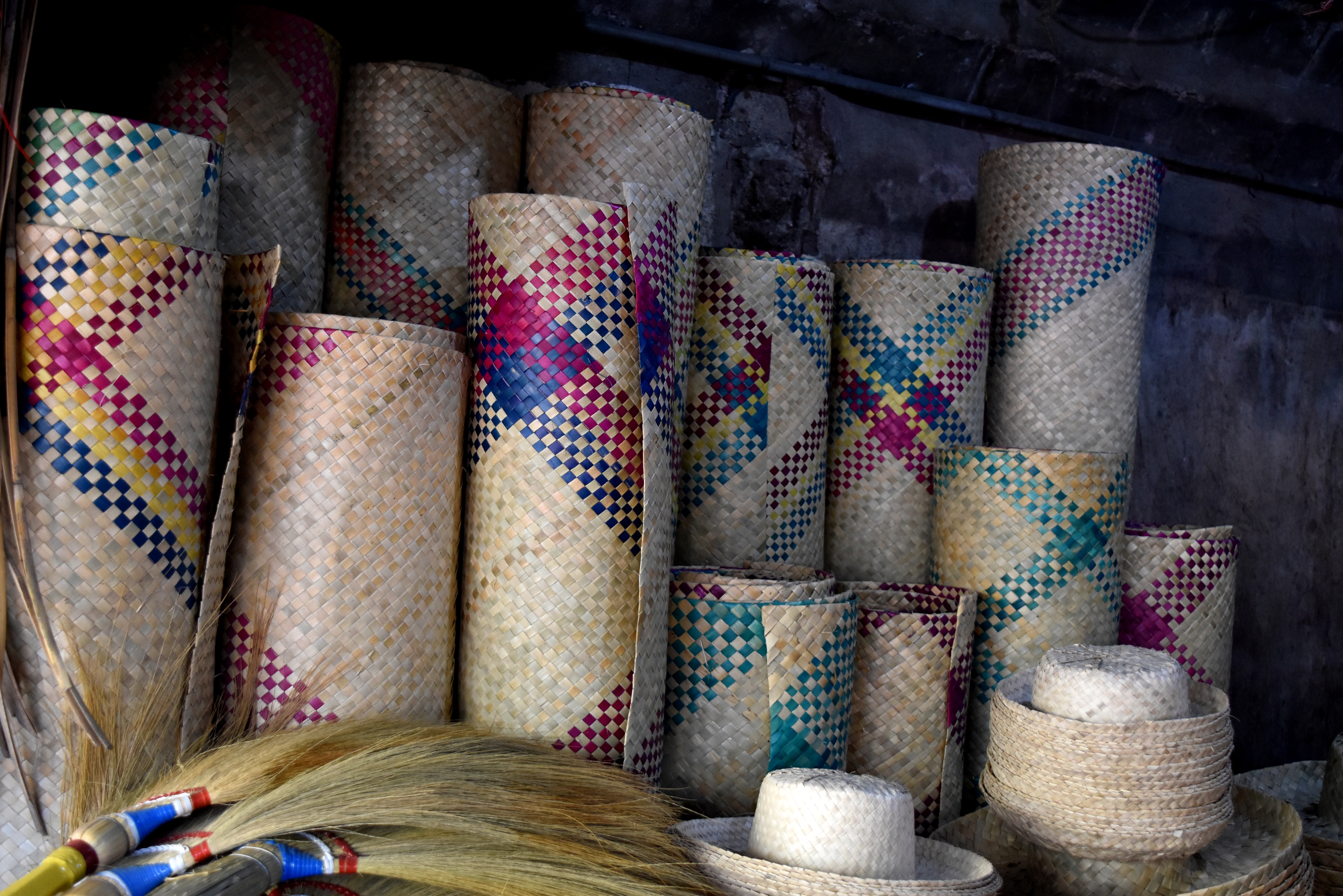

Баниг (произносится [bɐˈnɪɡ]) — традиционная филиппинская циновка ручной работы, в основном используемая в качестве спального коврика или напольного коврика. В зависимости от региона Филиппин циновку делают из бури (пальмы), листьев пандануса или тростника. Листья сушат, обычно окрашивают, затем нарезают на полоски и сплетают в циновки, которые могут быть простыми или замысловатыми.
Народ Самал на провинции Сулу обычно делает свои циновки из листьев бури. Коврики из Баси, Самар используют листья тикога, окрашенные в яркие цвета, чтобы создать красивый уникальный дизайн. Коврики баниг из Букиднона сделаны из дерновой травы, тростника без рёбер, эндемичного для этого района.

## Региональные/этнические стили

### Букиднон
Племя букиднон-таголоанен с незапамятных времён плело циновку баниг из дернового тростника. Не всех женщин в племени учат плести баниг. Плетению («ляля») учат только дочек с самым острым умом и настойчивым отношением. Узоры, вытканные на баниге, вдохновлены природой. Узоры, сотканные по сей день, обычно перенимались у матерей и бабушек. Маты Bukidnon-Tagoloanen banig примечательны своим замысловатым дизайном, который формируется непосредственно при сплетении травяных тростников (а не вставляется в готовый чистый мат). Ткачи букиднон (или «маглалала») изготавливают круглые и прямоугольные циновки баниг. «Таголоанены обычно предпочитают три формы дизайна или гуват. . . Тинулисан представляет собой ромбы, квадраты и прямоугольники, расположенные прямыми рядами и столбцами; бинакусан, расположенные по диагонали; и буканайо… или повторение мелких изысканных деталей дизайна и расположение их в виде чёткой сетки». Традиция плетения циновок Букиднон-Таголоанен почти угасла, пока её не возродила в 2012 году Ассоциация женщин-ткачей Таголванен (TWWA), созданная для сохранения и продвижения ткачества, а также окружающих его традиций и обычаев.

## Фестивали

### Баниг Фестиваль
В рамках празднования ежегодной фиесты Бадиана фестиваль Баниг демонстрирует различные ремесла и культуру города, уделяя особое внимание местным циновкам ручной работы, сделанным из Банига. Этот фестиваль, который отмечается каждые 3 июля, проводится в честь святого покровителя города Святого Иакова Великого и включает в себя уличные танцы в костюмах, сделанных из материала баниг, торговую ярмарку, демонстрирующую баниг и другие местные продукты, а также баниг- проведение конкурса.

### Фестиваль Баниган (античный)
С тех пор продукция Banig приобрела важное значение, что побудило местных чиновников и Libertadnons учредить фестиваль Banig для продвижения банига и побочных продуктов банига в качестве их продукта « Один город-один» (OTOP) . Фестиваль также направлен на то, чтобы поощрить ткачей-баниг, что изготовленный ими баниг может превратиться в очень ценный предмет, который может быть известен не только в провинции, но и на международном рынке.
Фестиваль баниган очень популярен благодаря демонстрации плетения баниг посетителям и туристам. Во время фестиваля также выставлены различные шапки, сумки, тапочки и халаты из банига. Праздник также является данью уважения городским ткачам циновок, сохранившим бесценные традиции своих предков.

### Фестиваль Баниган (Гимарас)
Барангай-Сапал, Сан-Лоренцо, Гимарас, каждый 15 апреля проводит свой собственный фестиваль баниган, посвящённый использованию «баниг» или сушёных листьев пандана в качестве циновок и различных изделий ручной работы.
Это один из 10 праздников на уровне барангаев или деревень, отмечаемых в Гимарасе, помимо фестивалей Баюхан, Кадагатан, Каросахан, Лаяган, Нийогёган, Пангаси, Росас Са Байбайон, Сарангола и Сибиран.

### Фестиваль Бури
Бури (Corypha elata Roxb.) является официальным продуктом Сан-Хуана, Илокос-Сур, зарегистрированным в рамках программы «Один город — один продукт» (OTOP) президента Глории Макапагал Арройо . Бури, также известный как столетник и силаг, представляет собой пальму, из которой получают три вида волокон (бури, рафия и бунтал). Пальма бури имеет большие веерообразные листья с толстыми черешками длиной от Шаблон:Convert/to . в длину. Пальма достигает высоты от 20 до 40 м (66 до 131 футов), а его ствол имеет диаметр от одного до 1,5 метров (до 5 футов).
3 января 2006 г. во время проведения Первого фестиваля бури тысячи илокано выстроились в очередь вдоль улиц с Шаблон:Convert/LoffAoffDbSmid и Шаблон:Convert/LoffAoffDbSmid бури мат. Жители считают его «символом своей неувядающей любви к кустарному промыслу, который они с гордостью называют своим». Несмотря на то, что ранее поставленная цель преодолеть 4-километра (2,5 миль) бури мат, город превзошёл неопубликованный мировой рекорд страны по самой длинной циновке, сотканной в Баси, Самар, шестью годами ранее.
20 сентября 2000 года сотни людей выставили напоказ коврик длиной более одного километра (0,6 мили) в качестве кульминации фестиваля Баниган-Каваян в городе Баси. Коврик шириной в один метр плели несколько недель. Однако этот подвиг не был занесён в Книгу рекордов Гиннеса .
Мэр Сан-Хуана Бенджамин Сармьенто сказал, что им не удалось достичь своей цели по мату длиной четыре километра (Шаблон:Convert/LoffAinDoutSoff), потому что уличные танцоры и гуляки израсходовали много сырья для своих костюмов. Советник Просесо Очоса сказал, что Первый фестиваль бури был призван продвигать индустрию бури на местном и мировом рынках:
«Запуск самой длинной циновки является кульминацией нашего фестиваля бури в этом году, и он будет проводиться ежегодно с целью получить признание за то, что соткала самую длинную циновку в мире, и продвигать бури на мировой рынок».
Пальмы бури в изобилии растут в баранггаях (деревнях) Какандонган, Дарао, Маламмин, Кароноан, Камангаан, Иммайос Норте и Барбар. Из 32 барангаев в Сан-Хуане половина занимается производством бури, в результате чего официальные лица хотят, чтобы город был назван «столицей бури» Филиппин.

## Использование в туристическом слогане
На Филиппинах веселее (2012 — настоящее время)
СМЕШНЕЕ. Линия туристической кампании для международной аудитории.
ХЭШТЕГ ВЕСЕЛЬЕ. Линия туристической кампании для домашнего использования.
Два логотипа представляют собой пиксельную версию «банига» или коврика ручной работы, традиционно используемого для сна и сидения. В пикселях находится карта Филиппин, выделенная жёлтым цветом.

## использованная литература
1. ↑  Some Reminders of Summer.
2. ↑  Banig Архивировано {{{2}}}. tribo.org
3. ↑  «Banig: A Weave of Cultural Significance Архивная копия от 26 февраля 2015 на Wayback Machine». ph.news.yahoo.com
4. ↑  'Banig' gets to be more than a mat to sleep on Архивировано {{{2}}}. business.inquirer.net
5. ↑  Banig: the Art of Mat Making Архивная копия от 1 ноября 2012 на Wayback Machine ncca.gov.ph
6. ↑  Buena, Anna. The sacred weaving practice of Bukidnon's women. CNN Philippines Life (5 июля 2019). Дата обращения: 26 октября 2022. Архивировано из оригинала 22 сентября 2019 года.
7. ↑  Tagolwanen Weavers - Banig Weavers from Malaybalay, Bukidnon. TWWA website. Дата обращения: 26 октября 2022. Архивировано из оригинала 6 января 2021 года.
8. ↑  Calendar of Festivities Архивная копия от 29 июля 2013 на Wayback Machine tourism.gov.ph
9. ↑  Badian. Дата обращения: 24 октября 2014. Архивировано 4 января 2010 года.
10. ↑  Festivals in the Philippines Архивная копия от 26 февраля 2015 на Wayback Machine ncca.gov.ph
11. ↑  Calendar of Festivities Архивная копия от 9 июня 2012 на Wayback Machine tourism.gov.ph
12. ↑  Ancient town in Samar gears up for its 415th Grand Fiesta Архивная копия от 24 августа 2006 на Wayback Machine samarnews.com
13. ↑  Basey aims to beat own record for the longest mat (banig) woven Архивная копия от 16 сентября 2008 на Wayback Machine samarnews.com
14. ↑  Basey's Banig Festival 2008. gerryruiz photoblog (5 октября 2008). Дата обращения: 24 октября 2014.
15. ↑  Libertad Архивировано {{{2}}}. antique.gov.ph
16. ↑  Guimaras Manggahan Festival 2010 showcases local celebrations (7 апреля 2010). Дата обращения: 24 октября 2014.
17. ↑  Manggahan Festival 2012: It's more fun eating mangoes at Guimaras! Дата обращения: 24 октября 2014.
18. ↑  At First Buri Festival Ilocano Weavers Parade World's Longest Buri Mat. Дата обращения: 24 октября 2014. Архивировано 4 марта 2016 года.